# Ernst Hohenegg
Ernst Hohenegg – austriacki skoczek narciarski.
Zawodnik ten brał udział w 3. Turnieju Czterech Skoczni. Zajął wówczas 23. miejsce w Oberstdorfie (po skokach na 56 m i 57 m), 20. miejsce w Ga-Pa (68,5 m, 59 m), 27. miejsce w Innsbrucku (64 m, 63,5 m) i 30. miejsce w Bischofshofen. Cały turniej zakończył na 18. miejscu z notą łączną 682,8 pkt..